# Tira-me do Vale
Tira-me do Vale é o segundo álbum de estúdio da cantora Eyshila, lançado em 1997 pela gravadora MK Music. O disco foi produzido pelos músicos Jairinho Manhães, Emerson Pinheiro e Zé Canuto.
Em 2018, foi considerado o 86º melhor álbum da década de 1990, de acordo com lista publicada pelo Super Gospel.

## Faixas
1. Tira-me do Vale (Livingston Farias)
2. Assim é o Amor (Livingston Farias)
3. Vem Encher-me (Renã Constâncio)
4. Encontrei em Deus (Paulo Francisco)
5. De Todo Coração (Eyshila)
6. Vida e Paz (Elizeu Gomes)
7. Filhos do Reino (Livingston Farias)
8. Nossa História (Eyshila)
9. Eu Quero Ver (Flávio Augusto)
10. Luz do Meu Viver (Jorge Guedes)
11. Quando a Igreja Ora (Saulo Valley)
12. Se Precisar de Mim (Sérgio Lopes)
13. Soberano Deus (Roberta Santos)

## Clipes
- Tira-me do Vale
- Vem Encher-me
- De Todo Coração
- Quando a Igreja Ora
- Se Precisar de Mim

## Ficha Técnica
- Gravado no MK Studios no outono de 97
- Técnicos de gravação: Gerê Fontes, Carlson Barros, Sérgio Rocha e Edinho
- Mixagem nas músicas 1, 3, 4, 5, 6, 7, 8, 11 e 12: Gerê Fontes
- Mixagem nas músicas 2 e 13: Carlson Barros
- Mixagem nas músicas 9 e 10: Toney Fontes
- Participação especial na musica "Vem Encher-Me": Fernanda Brum
- Masterização: Toney Fontes
- Fotos: Dário Zalis
- Criação de capa: Marina de Oliveira
- Arte final: MK Publicitá

Músicas 2, 6, 8, 9 e 10:
- Produção e arranjos: Zé Canuto
- Piano: Marcos Nimrichter
- Baixo: André Neiva
- Bateria: Cláudio Infante
- Sax: Zé Canuto
- Teclado: Zé Canuto
- Flauta: Zé Canuto
- Vocal: Eyshila, Liz Lanne, Jozyanne, Betânia Lima, Roberta Santos, Marquinhos Menezes e Éber Araújo

Músicas 11, 12 e 13:
- Produção e arranjos: Jairinho Manhães
- Teclados: Jorge Aguiar e Jairinho Manhães
- Bateria: Eduardo Helboum
- Arranjo de metais e flauta: Jairinho Manhães
- Guitarra e violão: Mindinho
- Flugel: Dum Dum
- Trombone: Bira
- Baixo: Ferrinho
- Vocal: Eyshila, Liz Lanne, Jozyanne, Betânia Lima, Roberta Santos, Marquinhos Menezes e Éber Araújo.

Músicas 1, 3, 4, 5 e 7:
- Produção e arranjos: Emerson Pinheiro
- Teclados: Emerson Pinheiro
- Bateria: Roberto
- Guitarra: Paulinho
- Sax: Marcos Bonfim
- Violão: Daniel Oliveira
- Baixo: Ronaldo Olicar
- Vocal: Eyshila, Liz Lanne, Jozyanne, Roberta Santos, Roberta Lima, Betânia Lima, Marquinhos Menezes e Éber Araújo.